# Поділля (Броварський район)
Поді́лля (до 1946 року — Війтівці) — село в Україні, у Баришівській селищній громаді Броварського району Київської області. Населення становить 774 особи.

## Історія
Село засноване наприкінці XVI — на початку XVII століття як Вітовці (Війтівці). У часи Гетьманщини також іменувались як Войтівці і Войтовці.
За Гетьманщини село належало до першої Переяславської сотні Переяславського полку Війська Запорозького.
1714 року полковник Стефан Томара отримав гетьманський універсал на село Войтівці та хутір Коврайський Яготинської сотні.
За описом Київського намісництва 1781 року село Войтівці разом з селищем Мазинки відносилось до Переяславського повіту даного намісництва і у них нараховувалось: 3 різночинці, 1 духівник та ще 1 церковник, 85 хат — виборних козаків, 65 хат — козаків підпомічників, 106 хат — посполитих, різночинських і козацьких підсусідків. Всього 256 хат.
За книгою Київського намісництва 1787 року, у селі проживало 742 особи. У той час Війтовці було у володінні різного роду «казених людей», козаків і власників — генерал-майора Якима Сулими та його брата надвірного радника Семена Сулими.
Є на мапі 1787 року
З ліквідацією Київського намісництва село як і увесь Переяславський повіт увійшло до складу Полтавської губернії.
За радянської влади, у 1920-х роках утворено дві земельні громади : «Червоний пахар» і «Шевченківський», які об'єднували 528 дворів. Це був певний етап переходу до колгоспу. Земельні громади очолювали Ващенко А. Ф. та Криворучко М. Ф.
У 1932 році колективізація закінчилась, у селі утворено три колгоспи: «Жовтень», «Більшовик» і «Перше травня».
У 1928 році віруючі селяни села розмежувались на дві церковні общини. Одна належала до Російської православної церкви, друга — до Української автокефальної православної церкви. Таким чином у селі було два священики. Представником Автокефальної церкви був отець Женевський Максим. Згодом органами НКВС у селі була «викрита організація Спілки визволення України (СВУ)», організатором і лідером якої визнали отця Максима. Женевський був заарештований. Заарештовано, а згодом розстріляно й інших членів "контрреволюційної" організації — простих, часто неписьменних, далеких від політики селян. Це Дума К. П., Живогляд І. О., Житник Ф. О., Кондратенко І. П., Мудрак Г. Ю., Мудрак П. Ф., Мудрак С.  П., Ткаченко С. М., Черницький В. А., а Мудрак І. П. був позбавлений волі на 10 років. Багато інших селян були вислані на Соловки та засуджені на різні строки ув'язнення.
Найстрашнішим випробуванням для жителів села стали 1932—1933 роки. Почався голод, а з ним і величезна смертність. В селі повністю вимерла кожна третя сім'я. Трупи людей звозили на кладовище, потім копали величезні ями, мерців без трун скидали в них і закопували. За архівними даними, що збереглися за січень-жовтень 1932 та за березень-серпень 1933 року, у селі померло з переважним діагнозом «від слабості» 467 жителів, у тому числі 196 дітей. Є інформація про 900 померлих від голоду, прізвища яких не встановлено.
7 березня 1946 року вийшов Указ Президії Верховної Ради УРСР «Про збереження історичних найменувань та уточнення і впорядкування існуючих назв сільських рад і населених пунктів Київської області», відповідно до якого, зокрема, у Баришівському районі с. Війтівці перейменовано на с. Поділля та с. Скопці перейменовано на с. Веселинівка.

## Населення
Згідно з переписом УРСР 1989 року чисельність наявного населення села становила 1221 особа, з яких 536 чоловіків та 685 жінок.
За переписом населення України 2001 року в селі мешкало 969 осіб.

### Мова
Розподіл населення за рідною мовою за даними перепису 2001 року:
| Мова       | Відсоток |
| ---------- | -------- |
| українська | 98,57 %  |
| російська  | 0,72 %   |
| вірменська | 0,51 %   |
| інші       | 0,20 %   |

## Відомі люди
У селі певний час працювали вчителями поетеса Дніпрова Чайка (1861—1927) і мовознавець Андрій Олександрович Загродський (1886—1948).
Серед відомих уродженців села:
- Бобровник Сергій Володимирович (1967—2014) — молодший сержант Збройних сил України, учасник російсько-української війни[13].
- Бондаренко Валентин Володимирович (нар. 1981) — спортсмен (гирьовий спорт). Чемпіон, срібний та бронзовий призер чемпіонатів світу з двоборства. Срібний призер чемпіонату Європи (2007).
- Рейнгард Людвиг Васильович (1847—1920) — ботанік, альголог, професор, перший обраний ректор Харківського університету (1905—1906), таємний радник.
- Стельмах Григорій Юхимович (1903 — ? 1980/1981) — український радянський етнограф доктор історичних наук.

## Пам'ятки
- Покровська церква[14].

## Також
- Перелік населених пунктів, що постраждали від Голодомору 1932—1933 (Київська область)

Парк- пам’ятка садово- паркового мистецтва кінцяVII ст. «Альта»